# Spilosoma fumosa
Spilosoma fumosa är en fjärilsart som beskrevs av John Kern Strecker 1900. Spilosoma fumosa ingår i släktet Spilosoma och familjen björnspinnare. Inga underarter finns listade i Catalogue of Life.